# Smokvica (Pag)
Smokvica (italsky Smoquizza di Pago) je malá vesnice a přímořské letovisko v Chorvatsku v Zadarské župě, spadající pod opčinu města Pag. Nachází se na ostrově Pag, asi 19 km jihovýchodně od města Pagu. V roce 2011 zde trvale žilo 55 obyvatel. Nejvíce obyvatel (68) zde žilo v roce 1961.
Sousedními vesnicemi jsou Dinjiška, Gorica, Povljana, Stara Vas a Vlašići.